# Villebichot
Villebichot település Franciaországban, Côte-d’Or megyében. Lakosainak száma 403 fő (2022. január 1.). Villebichot Épernay-sous-Gevrey, Boncourt-le-Bois, Flagey-Echézeaux, Gerland, Saint-Bernard és Saint-Nicolas-lès-Cîteaux községekkel határos.

## Népesség
A település népessége az elmúlt években az alábbi módon változott:
| Lakosok száma | 199  | 227  | 275  | 333  | 367  | 387  | 393  | 396  | 398  | 403  |
|               | 1968 | 1982 | 1990 | 2006 | 2013 | 2015 | 2017 | 2019 | 2020 | 2022 |